# Alès
Alès (nekdanji Alais) je mesto in občina v južni francoski regiji Languedoc-Roussillon, podprefektura departmaja Gard. Mesto je imelo leta 2008 40.520 prebivalcev.

## Geografija
Mesto se nahaja v pokrajini Languedoc na levem bregu reke Gardon d'Alès, v vznožju Sevenov, 40 km severozahodno od Nîmesa.

## Uprava
Alès je sedež treh kantonov:
- Kanton Alès-Jugovzhod (del občine Alès, občine Méjannes-lès-Alès, Mons, Les Plans, Saint-Hilaire-de-Brethmas, Saint-Privat-des-Vieux, Salindres, Servas: 24.833 prebivalcev),
- Kanton Alès-Severovzhod (del občine Alès, občine Rousson, Saint-Julien-les-Rosiers, Saint-Martin-de-Valgalgues: 20.911 prebivalcev),
- Kanton Alès-Zahod (del občine Alès, občine Cendras, Saint-Christol-lès-Alès, Saint-Jean-du-Pin, Saint-Paul-la-Coste, Soustelle: 25.640 prebivalcev).

Mesto je prav tako sedež okrožja, v katerega so poleg njegovih vključeni še kantoni Anduze, Barjac, Bessèges, Génolhac, La Grand-Combe, Lédignan, Saint-Ambroix, Saint-Jean-du-Gard in Vézénobres s 146.126 prebivalci.

## Zgodovina
V 16. stoletju je bil Alès pomembno središče hugenotov. Leta 1629 je mesto zavzel francoski kralj Ludvik XIII., sledil je podpis miru, s katerim so se začasno končali verski boji, hugenotom pa je bila zagotovljena amnestija. Leta 1694 je bila v njem ustanovljena škofija, zatrta s francosko revolucijo 1790.

## Zanimivosti
- Katedrala sv. Janeza Krstnika iz 17. stoletja, sedež nekdanje škofije Alès, francoski zgodovinski spomenik;
- cerkev Marijinega Vnebovzetja (Notre-Dame de Rochebelle),
- Cerkev sv. Elije, Tamaris,
- rudarski muzej,

## Osebnosti
- Jean-Baptiste Dumas (1800-1884), francoski kemik,
- Edgard de Larminat (1895-1962), general,
- Stéphane Sarrazin (1975), avtomobilski dirkač,
- Nabil El Zhar (1986), nogometaš maroškega porekla.

## Pobratena mesta
- Bílina (Češka),
- Herstal (Valonija, Belgija),
- Kilmarnock / Cille Mheàrnaig (Škotska, Združeno kraljestvo).